# Campo limpo (vegetação)

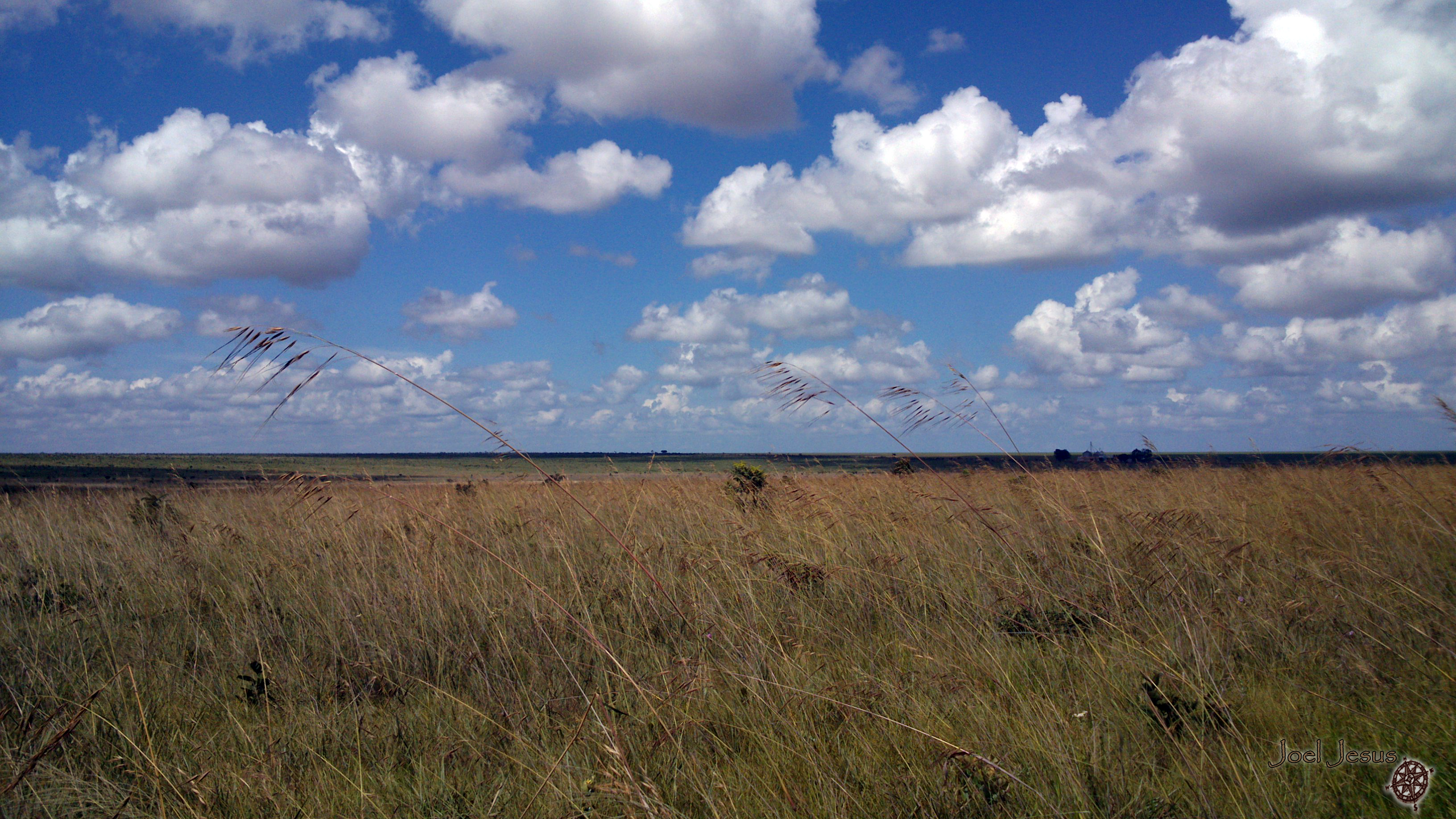
Área de campo limpo no Parque Nacional das Emas, em Goiás.

Campo limpo é um tipo de vegetação campestre brasileira caracterizado por extensões de terras recobertas por plantas herbáceas, principalmente gramíneas, e sem matas. Ocorre em terrenos planos, em vales e colinas. Consiste de uma camada rasteira de gramíneas e ervas, sem árvores ou arbustos que se destaquem acima desse estrato. É comumente encontrada junto às veredas, olhos d'água e em encostas e chapadas.
O termo é aplicado em geral a campos do Brasil Central e Meridional. Para os campos limpos da região Norte, ver campina amazônica e campos de várzea.

## Conceito
Em sentido restrito, a denominação é usada para uma fitofisionomia da província fitogeográfica do Cerrado sensu lato (e.g., Coutinho (1978). No entanto, há autores (ex., Ribeiro & Walter, 1998) que não incluem o campo limpo na província do Cerrado sensu lato, mas sim apenas no domínio ou bioma do Cerrado.[p.94]
Em sentido amplo, Rizzini (1997), usa o termo "campo limpo" para a vegetação que ocorre tanto no Brasil Central (campos limpos do Cerrado, incluindo os campos rupestres de MG e os campos gerais de Abaeté, MG) quanto no Brasil Meridional (os Pampas no RS).
Rizzini (1997) considera os campos limpos como distintos dos campos altimontanos (= campos alpinos, das Serras do Mar e da Mantiqueira), e dos campos do Alto Rio Branco (correspondentes, no esquema do IBGE, 2012, à savana-estépica dos campos de Roraima).
Além disso, o autor evita distinção entre campos limpos e campos rupestres feita por Magalhães (1966), preferindo usar apenas a denominação campos limpos, por três motivos: 1) os campos altimontanos, floristicamente diferentes, também ocorrem em áreas pedregosas, 2) a mesma comunidade e flora dos "campos rupestres" pode ocorrer em zona pedregosa ou livre de pedras, e 3) a expressão campos limpos é consagrada por longo e intenso uso.
No seu trabalho sobre os Pampas, Lindman (1900) cita a distinção, feita no Brasil Tropical, entre campos limpos (ou campos descobertos, chapadas, chapadões) e campos sujos (similares aos campos cobertos, ou cerrados). Afirma que os campos do Rio Grande do Sul são, neste sentido, todos campos limpos (mesmo o tipo chamado "campo subarbustivo ou sujo"), pois os subarbustos, arbustos ou árvores baixas lá existentes são de altura que não ultrapassa a da vegetação herbácea, ou ocorrem de maneira agrupada (em vez de dispersa), bem delimitada em relação aos campos.
Sob a denominação "campos sulinos", alguns autores agrupam os campos gerais do planalto meridional do PR e os pampas do RS.
Na terminologia do IBGE (2012), são usadas as expressões "savana gramíneo-lenhosa" (campo limpo do Cerrado) e "estepe gramíneo-lenhosa" (campo limpo dos Pampas).

## Fisionomias

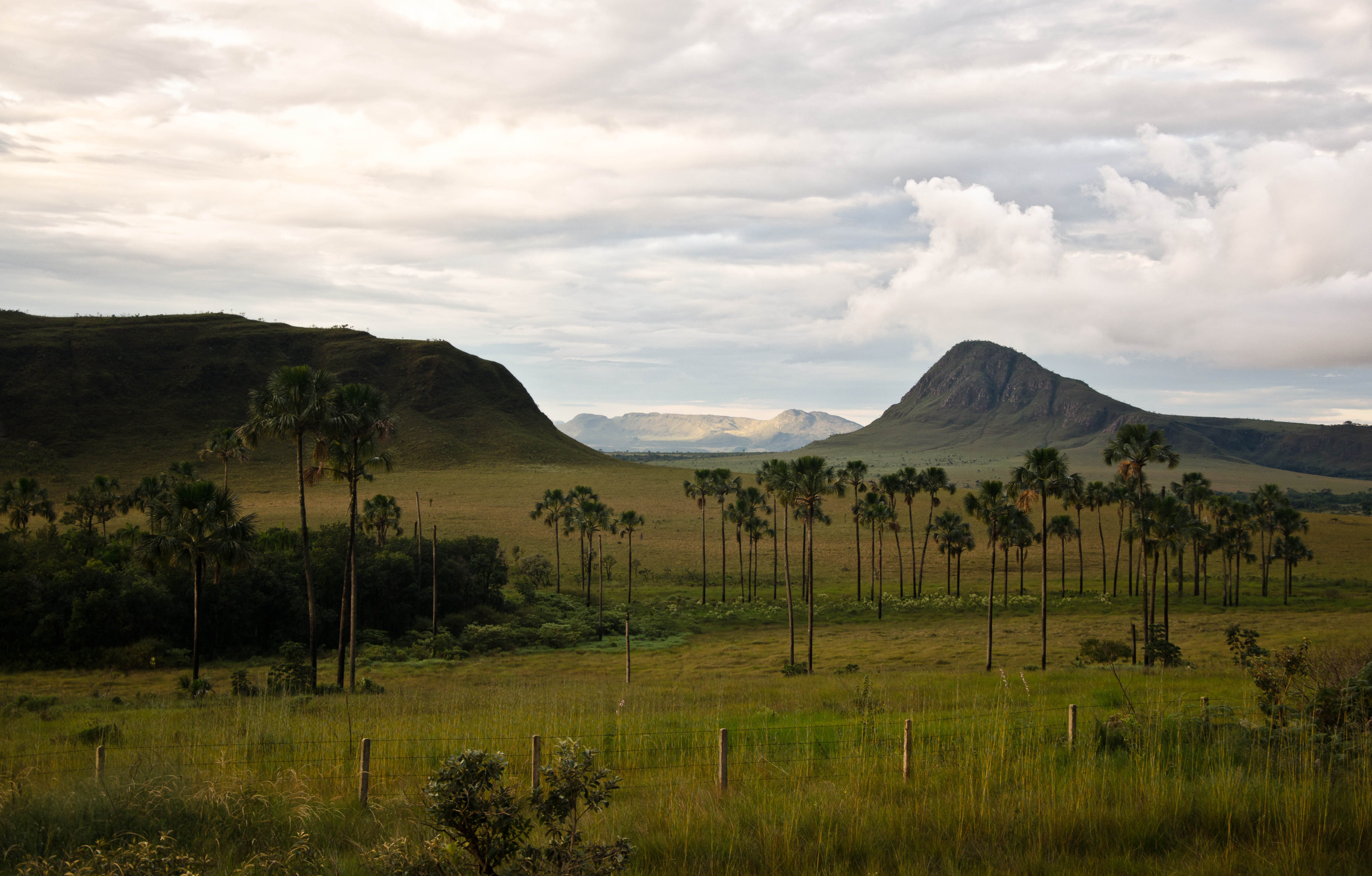
Campo limpo (ao fundo) no Parque Nacional da Chapada dos Veadeiros, em Goiás.

Löfgren (1898), no âmbito paulista, dividiu os campos limpos simplesmente em: campos argilosos, com predominância de compostas e gramíneas, e campos arenosos, com predominância de leguminosas.
Lindman (1900) classificou os campos do Rio Grande do Sul em vários tipos, em especial, subarbustivos e paleáceos.
Usteri (1906) dividiu os campos de São Paulo em campos (em sentido estrito, isto é, campos secos) e brejos (ou turfeiras, subdivididas em altas e baixas).
Hoehne (1930), no Paraná, distinguiu campos do litoral, campos secos, campos úmidos e brejos.
De modo similar, Joly (1950), adotando uma terminologia popular, distinguiu em São Paulo: campos (isto é, campos secos), baixadas (áreas temporariamente inundadas) e brejos (permanentemente inundados).
Rizzini (1997) distinguiu os seguintes tipos de campo limpo no Brasil:
- Campos centrais (MG, GO, e periferias de MT, SP e BA)
  - Campos ferruginosos
    - de canga couraçada
    - de canga nodular

  - Campos quartzíticos
    - com gramíneas
    - com gramíneas e subarbustos
    - dos afloramentos

  - Campos "gerais" (ocorre em áreas de solo compacto em Abaeté, MG)
  - Campo planáltico (forma empobrecida do campo quartzítico, ocorre em áreas mais baixas dos planaltos central e austral, em MG, GO, SP e na campanha gaúcha)
  - Campo arbustivo (ocorre em Cristalina, em Goiás e em parte da Serra do Cipó, em Minas Gerais)
- Campos meridionais
  - Campo brejoso
  - Campo subarbustivo
  - Campo paleáceo
  - Gramado (= potreiro), campo artificial

Quando presentes, arbustos e subarbustos apresentam um caráter esclerófilo mais acentuado nos campos centrais do que nos meridionais. Além disso, os campos centrais, do sudeste, se diferenciam dos campos meridionais do Paraná (campos gerais) pela presença de cerradão nos primeiros, enquanto os últimos têm predomínio de campo propriamente dito, interrompido apenas eventualmente por capões e matas ciliares ao longo dos rios e ribeirões.
No esquema das fitofisionomias de Cerrado de Ribeiro e Walter (1998), os campos limpos, considerados distintos dos campos rupestres, possuem três tipos:[p.150]
- Campo limpo seco: com lençol freático profundo
- Campo limpo úmido: com lençol freático alto
- Campo de várzea (ou várzea, brejo): áreas inundadas periodicamente
- Campo com murundus: com cupinzeiros

## Flora
Em termos florísticos (confira Flora dos campos no Brasil), os campos do Brasil Central são um pouco mais ricos que os Meridionais, apresentando a profusão de certas espécies de algumas famílias, como veloziáceas, eriocauláceas, xiridáceas e melastomáceas. Os campos gerais paranaenses apresentam uma flora de transição entre a flora campestre do Cerrado e a dos Campos do Sul.

## Ecologia
Pode ser encontrado em diversas posições topográficas, com diferentes variações no grau de umidade, profundidade e fertilidade do solo.
Tais campos são de ocorrência natural – diferente de uma pastagem – mas, em certos casos, têm origem antrópica.